# Lobogeniates brasiliensis
Lobogeniates brasiliensis är en skalbaggsart som beskrevs av Martinez 1964. Lobogeniates brasiliensis ingår i släktet Lobogeniates och familjen Rutelidae. Inga underarter finns listade i Catalogue of Life.